# Marcos Litre
Marcos Esteban Litre (Pigüé, Buenos Aires, Argentina; 14 de septiembre de 1988) es un futbolista argentino. Juega de mediocampista o delantero y actualmente juega en el Club Unión Pigüé en la liga regional de Coronel Suarez.

## Trayectoria
Surgido de las inferiores del Club Sarmiento de Pigué, en 2006 pasó a integrar las inferiores del Club Olimpo de Bahía Blanca. En 2009 debutó en la primera del "aurinegro" jugando la Primera B Nacional. En 2011 marcó su primer gol en la Primera División de Argentina ante Colón. En agosto de 2012 tras no ser registrado en el plantel de primera de Olimpo quedó libre. Luego de estar seis meses sin club, en enero de 2013 se suma a Club Sarmiento de Pigué el club que lo vio nacer, en principio por 6 meses. Luego pasó por Juventud Antoniana de Salta y actualmente, en el 2016, se encuentra vistiendo la camiseta de Sol de América de Formosa.

## Clubes
| Club                     | País      | Año           | Partidos | Goles |
| ------------------------ | --------- | ------------- | -------- | ----- |
| Olimpo                   | Argentina | 2008 - 2012   | 44       | 4     |
| Club Sarmiento           | Argentina | 2013          | 15       | 11    |
| Juventud Antoniana       | Argentina | 2013 - 2015   | 45       | 4     |
| Club Villa Mitre         | Argentina | 2015          | 24       | 9     |
| Sol de América (Formosa) | Argentina | 2016          | 14       | 5     |
| Juventud Antoniana       | Argentina | 2016 - 2017   | 27       | 1     |
| Alvarado                 | Argentina | 2017 - 2018   | 27       | 7     |
| Almagro                  | Argentina | 2018-2019     | 15       | 1     |
| Deportivo Santaní        | Paraguay  | 2019-presente | 0        | 0     |